# Zbuczynka
Zbuczynka – rzeka dorzecza Bugu, prawy dopływ Muchawki o długości 24,17 km. Źródło rzeki znajduje się w okolicach wsi Karcze. Przepływa przez miejscowości Zdany, Zbuczyn, Grodzisk i po ominięciu wsi Borki-Paduchy wpada do Muchawki.